# Die Hannoveraner
Die Hannoveraner sind eine im Februar 2011 gegründete unabhängige Wählergemeinschaft in Hannover. Die Wählergemeinschaft versteht sich selbst als wertkonservativ, bewegt sich allerdings im politisch rechten Spektrum.

## Geschichte
Der Vorsitzende Jens Böning saß von 2006 bis 2011 als Einzelvertreter der Wählergemeinschaft „Wir für Hannover“ im Rat der Stadt Hannover, bevor er diese Gruppierung im Februar 2011 verließ und die Hannoveraner gründete. Zu den Gründungsmitgliedern zählten Personen, die zuvor in anderen Parteien und Wählergemeinschaften aktiv waren, sowie auch Personen, die sich zuvor noch nicht politisch engagiert hatten.
Nach der Kommunalwahl 2021 trat der rechte Flügel, zu dem auch die Abgeordneten Marina Sosseh und Gerhard Wruck zählten, als Mitglieder bei den Hannoveranern aus.

## Positionen
„Die Hannoveraner“ warnen auf Wahlplakaten vor einer „Islamisierung“, beispielsweise durch die Darstellung des Rathauses in Hannover als Moschee mit Minaretten und die Bildunterschrift „Lasst das nicht zu!“. Die Wählergemeinschaft kritisiert die Flüchtlingspolitik anderer Parteien. Die Finanzierung der Flüchtlingskrise werde mit massiven Einschnitten in die Kranken- und Altenversorgung der Bürger einhergehen, behaupten „Die Hannoveraner“ in einem Wahlflyer.
„Die Hannoveraner“ sprechen sich gegen Euro-Rettungspakete für „EU-Pleitestaaten“ aus.

## Kritik
Kritiker werfen der Wählergemeinschaft vor, dass sie ihre Unterstützer gezielt im rechtsextremen Milieu suche. So schaltete die Wählergemeinschaft eine Anzeige auf dem islamfeindlichen rechten Weblog Politically Incorrect und verlinkten sie mit ihrer eigenen Website. Mitglieder der „Hannoveraner“ beteiligten sich an rechten oder rechtsextremen Demonstrationszusammenschlüssen wie Hogesa oder Hagida.
„Die Hannoveraner“ warben im Kommunalwahlkampf unter anderem mit folgenden Aussagen: Man stelle sich gegen die zunehmende „Deutschenfeindlichkeit“ und gegen ein kommunales Wahlrecht für Nicht-EU-Ausländer.
Der Parteivorsitzende Böning und Stadtratsmitglied Gerhard Wruck waren zuvor Mitglieder der Republikaner. Wruck war auch schon Mitglied der NPD. Böning bezeichnete den türkischstämmigen SPD-Parteivorsitzenden in Hannover Alptekin Kirci als „orientalischen Facharbeiter“.

## Kontroversen
2012 wurde die Partei bei der Ausstellung der Volkshochschule Hannover „Demokratie stärken - Rechtsextremismus bekämpfen“ als rechtsextreme Partei bezeichnet. „Hannoveraner“-Chef Jens Böning bezeichnete das als „Hetze neuer Dimension“.

## Teilnahme an Wahlen
Im September 2011 traten „Die Hannoveraner“ erstmals zur Kommunalwahl an und erreichten Fraktionsstärke im Rat der Stadt Hannover (3,3 Prozent, 2 Mandatsträger) und der Regionsversammlung der Region Hannover (2,3 Prozent, 2 Mandatsträger). Im hannoverschen Stadtteil Sahlkamp errang die Gruppierung über 10 Prozent der Wählerstimmen.
Zur Wahl der Stadtbezirksräte traten „Die Hannoveraner“ nicht an. Allerdings sind sie durch den Parteiwechsel Michael Sylvesters von den Piraten zu den „Hannoveranern“ seit Februar 2013 im Bezirksrat Mitte vertreten.
Für die Kommunalwahl 2016 in Niedersachsen stellten „Die Hannoveraner“ Kevin Schumann für die Regionsversammlung, Jens Böning für den Rat und die Regionsversammlung sowie Gerhard Wruck für den Rat auf. Mit rassistischen Wahlplakaten und dem traditionell von migrantenfreundlichen Bürgerinitiativen verwendeten, hier jedoch gegen eine Burka-Trägerin gerichteten Slogan „bunt statt braun“ mobilisierten sie gegen den Islam und „unbegrenzte Zuwanderung“. Sie erreichten erneut je zwei Mandate in der Regionsversammlung und im Rat der Stadt Hannover.
Die Gruppierung trat am 12. September 2021 erneut zur Kommunalwahl an, und zwar sowohl für den Rat der Stadt Hannover als auch für die Regionalversammlung.